# Der Schwebende (Roman)

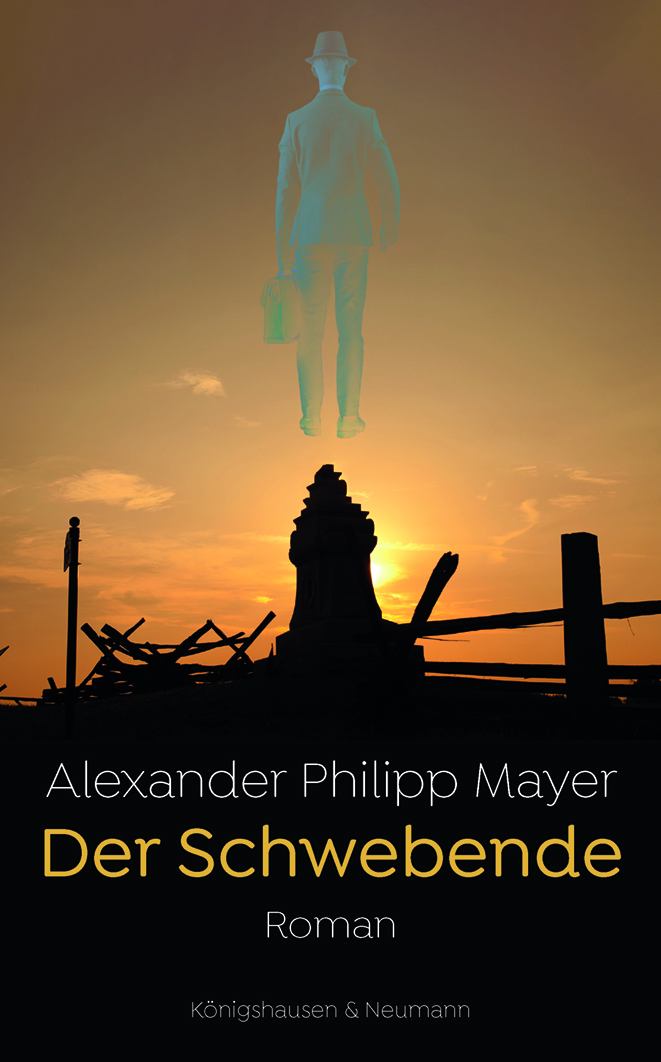
Titelbild des Romans „Der Schwebende“

Der Schwebende ist der erste Roman von Alexander Philipp Mayer, der zuvor ausschließlich Sachbücher veröffentlichte. Er handelt von einer Reise auf den Spuren von Déjà-vus des Protagonisten und geschichtlicher Ereignisse des 20. und 21. Jahrhunderts in Europa, Vorderasien und Afrika. Literaturkritiker zweifeln die Gattungsbezeichnung Roman an und sehen das Buch eher als Reiseerzählung und Geschichtswerk.

## Entstehungsgeschichte
Das erste, zentrale Kapitel („Die Rosen von Sarajevo“) war im Dezember 2019 fertiggestellt, das Rohmanuskript entstand dann im Wesentlichen während der COVID-19-Pandemie und wurde zunächst im Mai 2021 fertiggestellt, eine erste vollständige Überarbeitung erfolgte bis Januar 2022. Der Literaturwissenschaftler Frederick Alfred Lubich empfahl das Manuskript Ende 2022 dem Verlag Königshausen & Neumann, der im März 2023 eine Veröffentlichung zusagte. Daraufhin erfolgte eine weitere Überarbeitung im Frühjahr/Sommer 2023, der endgültige Text wurde am 17. September 2023 eingereicht. Der Roman erschien am 20. November 2023. Der Autor protokollierte die Entstehungsgeschichte des Buches von Januar 2020 bis November 2023 auf dem FürthWiki.

## Aufbau
Die Mischung aus Reiseerzählung, Autobiographie und Geschichtswerk in literarischer Montagetechnik ist laut Autor unter anderem inspiriert vom Werk „Zen und die Kunst ein Motorrad zu warten“ des US-amerikanischen Autors Robert M. Pirsig, sowie vom Roman „Auf der Suche nach der verlorenen Zeit“ von Marcel Proust. Parallelen zu Tolstois „Krieg und Frieden“ werden thematisiert. Der Protagonist fühlt sich zudem mit dem Schicksal des Matrosen Jan in der Filmfassung des Romans „Malpertuis“ verbunden.
Die Reihenfolge der Kapitel orientiert sich an Ereignissen des Ersten Weltkrieges, nicht am Zeitablauf der Reisen und Recherchen. Die Handlungen innerhalb der Kapitel springen dabei zwischen verschiedenen Zeitperioden und -ebenen. Während die Kapitel überwiegend Reisen in Europa, Vorderasien und Afrika schildern, sind Prolog und Epilog von Lokalkolorit geprägt und handeln weitgehend in Nürnberg und Fürth, das im Roman Jakobstadt genannt wird.
Der Roman enthält einen umfangreichen Anhang mit Quellenverweisen. Dort werden neben der benutzten Literatur u. a. auch die verwendeten Artikel aus der Wikipedia sowie aus den Regiowikis FürthWiki und Kiel-Wiki mit den entsprechenden Lizenzhinweisen aufgeführt.

## Handlung
Der Prolog beginnt in der Kongresshalle auf dem ehemaligen Reichsparteitagsgelände in Nürnberg. Engelbert Ratgeber begleitet als Fremdenführer Soldaten der Bundeswehr über das Gelände und erklärt dabei die historischen Zusammenhänge, verzettelt sich aber immer wieder in Details und vor allem in Querverweisen auf den Ersten Weltkrieg. Auf dem Rückweg fährt der er mit dem Fahrrad an Straßen vorbei, die auch im 21. Jahrhundert noch nach Kriegshelden des Ersten Weltkrieges benannt sind, und unmittelbar darauf vorbei an dem Ort, wo der Nationalsozialistische Untergrund im Jahre 2005 İsmail Yaşar ermordete.
Zurück in seinem Geburts- und Wohnort Jakobstadt sowie später im Urlaubsort Puerto de la Cruz denkt Engelbert über das psychologische Phänomen seiner Déjà-vus nach: Der Protagonist Engelbert Ratgeber – der sich in Anlehnung an Jakob Wassermanns Romanfigur Engelhart Ratgeber so nennt – ist zeitlebens mit Déjà-vu- und Déjà-écoutez-Erlebnissen konfrontiert, die sich auf den Krieg in Europa und dabei vor allem auf Stätten in Nordfrankreich und auf den Ersten Weltkrieg beziehen. Etwa fünfzig Jahre nach seinen ersten derartigen Erlebnissen wird er mit Flashbacks konfrontiert. Es fällt dem Historiker zunehmend schwer, Lebensrealität, Literatur und geschichtswissenschaftliche Recherchen auseinanderzuhalten. Ausgehend von seinem Geburtsort Jakobstadt, wie er das fränkische Fürth nennt, begibt er sich auf die Suche nach einer Lösung. „Er versucht eine Klärung und Vereinheitlichung der dissoziativen Erlebniswelten und besucht am Vorabend der europäischen Zeitenwende von 2022 die Orte seiner Erinnerungstäuschungen, wobei das psychologische Phänomen zunehmend in den Hintergrund tritt. Die historischen Begebenheiten und ihre Verortung gelangen dagegen in den Fokus.“ Eine Reise „durch Erinnerungen, Historie und Landschaften“ beginnt. Sie führt unter anderem nach Bosnien, Belgien, Nordfrankreich, in die Türkei, nach Armenien und in die Ukraine. Die Internetenzyklopädie Wikipedia auf dem Smartphone und ein Rollkoffer voller Bücher sind dabei seine ständigen Begleiter. Der Weg wird immer von der Arbeit mit und an Wikipedia begleitet, so dass „Wikipedia-Roman“ laut Autor „durchaus als Titel oder Untertitel denkbar gewesen wäre.“ Engelbert verwendet dabei Wikipedia sowohl passiv für Informationen über seine Themen und Reiseziele, wie auch aktiv, indem er neue Ergebnisse seiner Recherchen einarbeitet.
In Sarajevo recherchiert Engelbert zum Attentat von Sarajevo, wird dabei aber zunehmend von den Gedenkstätten zur Belagerung in den 1990ern eingenommen. In der Gaststätte Inat kuća (Haus des Widerstandes) trifft Engelbert Ratgeber den Bosnier Miljenko, mutmaßlich Miljenko Jergović, und diskutiert mit ihm über Literatur, Geschichte und Wikipedia. Miljenko muntert Engelbert auf, einen historischen Roman zu schreiben. Eine Nil-Kreuzfahrt wird mit der Niederschrift einer Chronologie der Julikrise 1914 und deren lokalen Rezeption in Jakobstadt verbunden, die weiteren Reisen auf den Spuren der Déjà-Vus führen von Paris über Verdun und Arras nach Ypern, durch die Türkei über Georgien in das armenische Eriwan und vom polnischen Krakau zum ukrainischen Ternopil. Der Erzähler vollzieht die Fahrt Matthias Erzbergers mit der Waffenstillstandskommission von Spa nach Compiègne nach und besucht auf diesem Weg die Gedenkfeier zum hundertsten Jahrestag des Waffenstillstandes in der Kirche Saint-Étienne des kleinen Ortes Homblières, die Engelbert sehr beeindruckt: „Homblières war für ihn an diesem Abend die Hauptstadt Europas.“ Daraufhin verfolgt er von Schillig über Wilhelmshaven, Kiel und Berlin die Spuren des Matrosenaufstandes und der Novemberrevolution. In Kiel stößt er dabei auf den Geistkämpfer und mit ihm auf den Schwebenden, in denen er sich zu erkennen meint. Nach der Schilderung der Vorgänge im Zusammenhang mit der Pariser Friedenskonferenz 1919 und der unruhigen ersten Jahre der Weimarer Republik schließt das letzte Kapitel im Jahr 1926 ab: Der Gründungstag der Akademie von Athen als Nachfolgerin der antiken Platonischen Akademie, gleichzeitig Geburtstag von Engelberts Vater, „hätte das Ende des geistigen Mittelalters bedeuten können“, so resümiert Engelbert.
Der Epilog handelt kurz nach dem Ende des Lockdowns, Engelbert führt wieder Soldaten der Bundeswehr über das Reichsparteitagsgelände und sodann in das Memorium Nürnberger Prozesse. Dort fühlt er sich – wie zuvor einige Male in der Erzählung – von einem Rückfall in das Herrenhaus Malpertuis in der Form von Reineke Fuchs’ Malepartus bedroht. Nach dem Ende der Führung und der Rückfahrt nach Jakobstadt spaziert Engelbert mit seiner Partnerin von der Straße, wo die Geburtshäuser von Ruth Weiss und Henry Kissinger nahezu nebeneinander liegen, zur Querstraße, in der der nationalsozialistische Kriegsverbrecher Albert Forster geboren wurde, und von dort über den Alten Jüdischen Friedhof zur Gedenkstätte für Rudolf Benario, dem vermutlich ersten in nationalsozialistischen Konzentrationslagern ermordeten Juden. Das Paar folgt weiter der Route Jakob Wassermanns in seiner Novelle „Schläfst Du, Mutter?“ am Ufer des Waldmannsweihers und endet am Zusammenfluss von Rednitz und Pegnitz, die „betont gemächlich und ganz selbstverständlich“ zur Regnitz zusammenfließen, als „würden sie schon von ihren Quellen an zusammengehören“. Engelbert spricht von einem guten Tag im Sommer 2021 und wiederholt Jakob Wassermanns Worte zur entsprechenden Landschaft: „Die Stille war groß, und der Frieden war eindringlich“.

## Rezeption

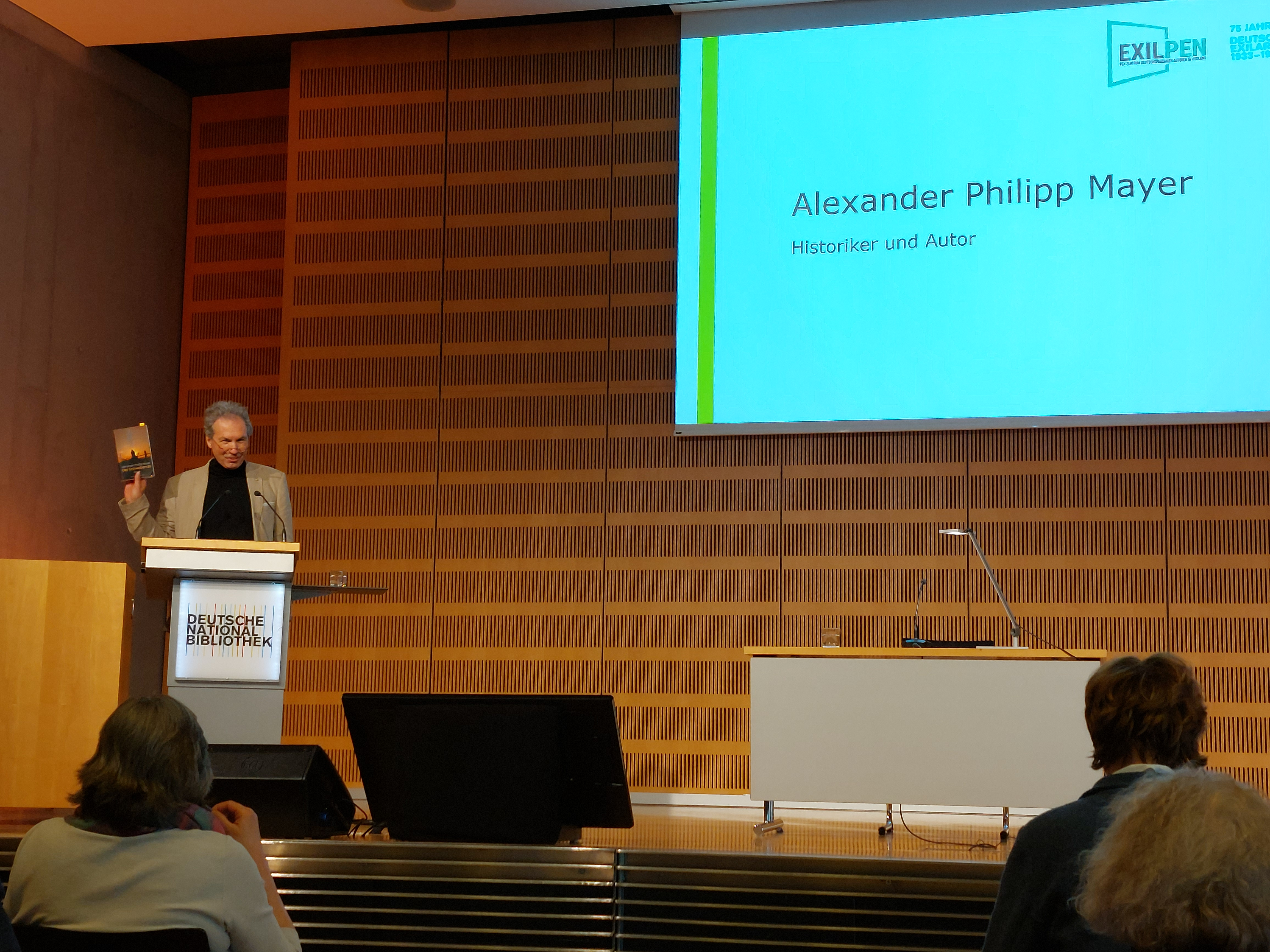
Im März 2024 stellte der Autor sein Buch in der Deutschen Nationalbibliothek Frankfurt vor

Im Exil-P.E.N.-Rundbrief 2/2023 wird der Roman als „faszinierende Reise durch Erinnerungen, Historie und Landschaften“ bezeichnet.
Reinhard Kalb von den Fürther Nachrichten vergleicht das Buch mit Tolstois „Krieg und Frieden“, einerseits wegen der Montagetechnik, andererseits weil der Rezensent – ähnlich wie es Tolstoi selbst bei „Krieg und Frieden“ tat – die Frage aufwirft, ob es sich um einen Roman oder eher um ein literarisches „Historiengemälde“ handelt: „Die Krise bis zum Kriegsausbruch und das Elend im Grabenkrieg beschreibt Mayer in epischer Breite und mit der Akkuratesse des Historikers – derart, dass man den Roman jedem Einsteiger zum Thema Erster Weltkrieg empfehlen mag.“ Kalb kritisiert dagegen, dass man über das Seelenleben des Protagonisten nur wenig erfährt.
Der Rezensent Herbert Heinzelmann bezeichnet die Erzählung als „leserlich, doch auch eigenwillig“ und zweifelt ähnlich wie Reinhard Kalb an der Gattungsbezeichnung Roman: „Wenn man hineinliest, bekommt man eher den Eindruck, eine Reisebeschreibung zu verfolgen.“ Hauptsächlich setze sich Mayer „mit der Historie auseinander, zitiert Quellen, diskutiert die Gedenkkultur.“ Die persönliche Geschichte sei „gut versteckt“ und „sehr fein gesponnen“. Der „handfeste Nutzen“ der Erzählung liege in einer „erfrischend verständlichen Auseinandersetzung mit der Geschichte des Ersten Weltkriegs“, die „dessen düstere Konsequenz im Nationalsozialismus“ nicht vergesse. Das Hauptanliegen des Autors, die „Popularisierung von Wissenschaft“, sei gelungen.

## Ausgabe
- Alexander Philipp Mayer: Der Schwebende. Königshausen & Neumann, Würzburg 2023, ISBN 978-3-8260-7962-7 bzw. ISBN 978-3-8260-7963-4 (E-Book).